# COEX Aquarium
Het COEX Aquarium is een zeeaquarium gelegen in de wijk Gangnam in de Zuid-Koreaanse hoofdstad Seoel.
Het aquarium is een van de grootste aquaria in Zuid-Korea met meer dan 40.000 zeedieren verspreid over meer dan 650 soorten. Het COEX Aquarium beschikt over 90 tanks gegroepeerd in veertien "ontdekking zones", met inbegrip van zes themagebieden. Het aquarium is gevestigd in de COEX Mall, dat zelf weer onderdeel uitmaakt van het grotere COEX Convention & Exhibition Center. Het aquarium werd geopend in 2000.
De zes themagebieden zijn:
- Het Incarijk
- De Wereld van de Amazone
- De zeven zeeën
- Zeekoninkrijk
- Marine Touch
- De Onderzeese tunnel